# Motore a vapore

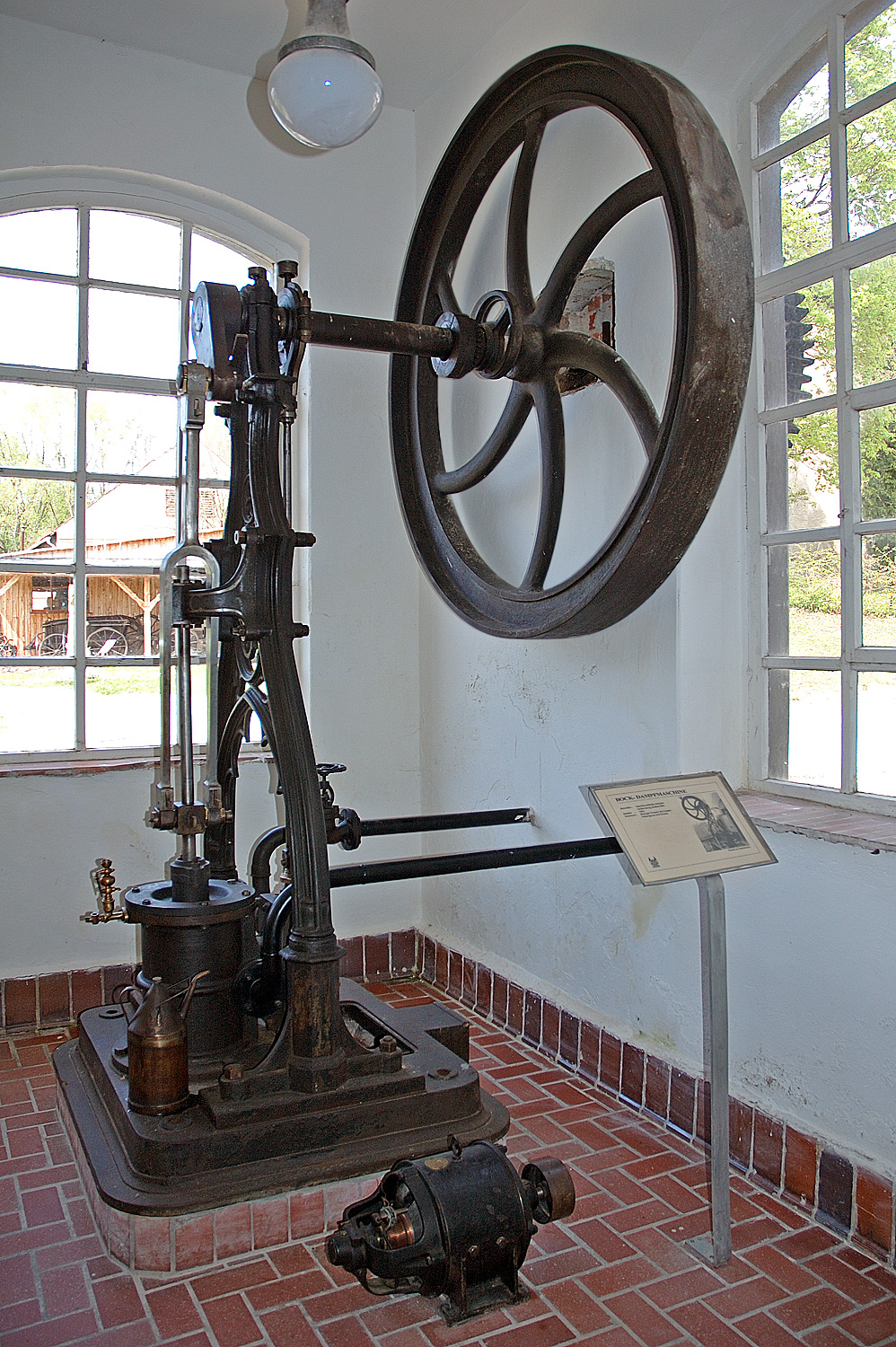
Motore a vapore

Un motore a vapore, o macchina a vapore, è una macchina motrice che trasforma, tramite il vapore d'acqua, energia termica in energia meccanica. Il calore è in genere prodotto dalla combustione di un combustibile fossile, carbone fossile, legna o idrocarburo gasolio, olio combustibile, ma anche scarto termico di processi industriali.

## Storia

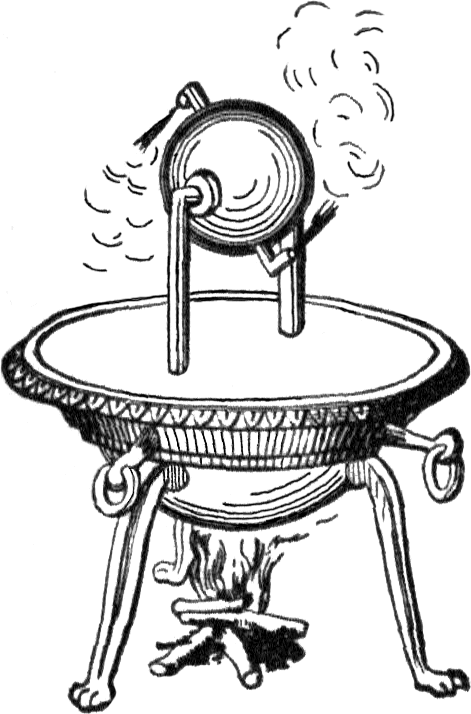
I primi esperimenti

Sin dall'Ellenismo è documentata la presenza di esperimenti per sfruttare l'energia derivante dall'espansione dei composti dovuta alla transizione di fase liquido-aeriforme del vapore acqueo. Tra questi si ricorda l'eolipila di Erone di Alessandria, una macchina composta da una sfera cava di Rame riempita d'acqua, con bracci tangenziali opposti dotati di foro di uscita; applicando una fonte di calore in prossimità del recipiente contenente l'acqua, questa si vaporizzava e il vapore acqueo usciva dai fori, facendo ruotare la sfera stessa.
Vanno ricordati i tentativi di usare il vapore di Leonardo da Vinci con la sua macchina detta l'Architronito, e nel 1606 gli esperimenti di Giovanni Battista Della Porta che riuscirono ad utilizzarlo come forza motrice.
Esperimenti analoghi a quelli di Della Porta vennero compiuti anche dall'ingegnere Salomon de Caus, che nel 1615 pubblicò un trattato sul suo sistema contenente una pompa a vapore.

Pompa a vapore di Thomas Savery

In tempi più recenti, le prime applicazioni del vapore si possono far risalire agli esperimenti di Denis Papin ed alla sua pentola a pressione del 1679, da cui partì per concepire idee su come sviluppare l'utilizzo del vapore. Le successive applicazioni si sono avute all'inizio del XVIII secolo, soprattutto per il pompaggio dell'acqua dalle miniere, con il sistema ideato nel 1698 da Thomas Savery utilizzando il vuoto creato dalla condensazione del vapore immesso in un recipiente (che permetteva di sollevare acqua fino a circa 10 m di altezza), e in seguito, grazie all'invenzione del sistema cilindro-pistone (probabilmente dovuta a Denis Papin), convertendo in movimento meccanico, in grado di generare lavoro, l'energia del vapore. Il primo esempio di applicazione industriale di questo concetto è la macchina di Newcomen, del 1705, che era però grande, poco potente, costosa, e soprattutto attuava un movimento solo alternativo, per questo motivo quindi anch'essa veniva in genere usata solo per l'estrazione di acqua dalle miniere.
Agli inizi il motore a vapore funzionava a bassa pressione: il vapore veniva prodotto dalla caldaia ed arrivava subito al cilindro. Tali motori erano di conseguenza enormi rispetto alla potenza erogata; l'installazione su veicoli semoventi richiedeva quindi la progettazione di motori più piccoli e leggeri a parità di potenza, per questo motivo vennero creati motori ad alta pressione, ovvero che accumulavano la pressione all'interno della caldaia anziché espellerla nel cilindro man mano che si produceva. 
Solo più tardi però, grazie all'invenzione del condensatore esterno, della distribuzione a cassetti e del meccanismo biella-manovella (che consentiva di creare un movimento rotatorio anziché solo alternativo come fino allora), tutte attribuite a James Watt a partire dal 1765, si è potuti passare da applicazioni sporadiche ad un utilizzo generalizzato nei trasporti e nelle industrie. La macchina di Watt riduceva costi, dimensioni e consumi, e aumentava la potenza disponibile. Dal primo modello con 4,4 kW si è passati in meno di 20 anni a locomotive da 0,4 MW.

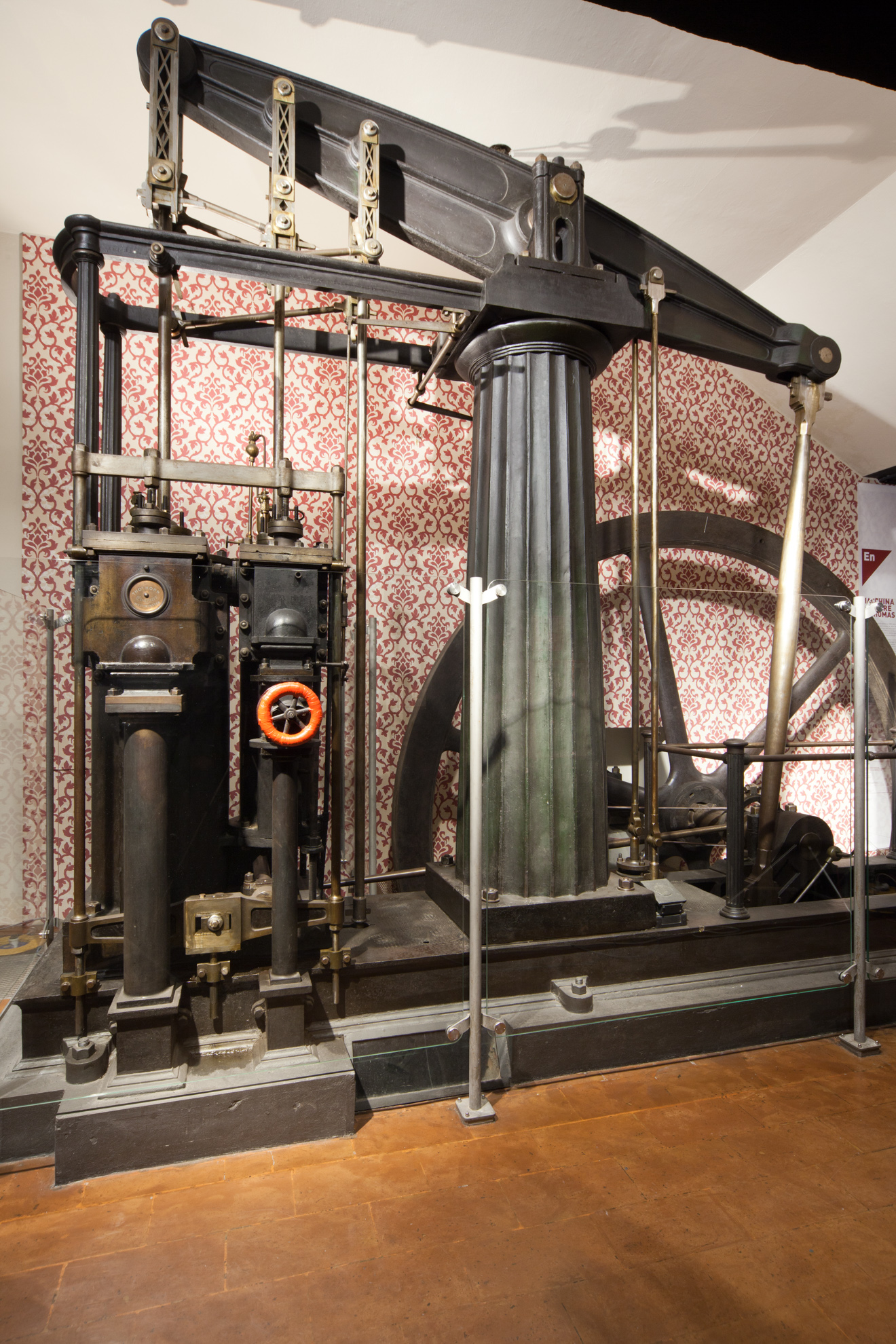
Macchina a vapore di Thomas Horn, esposta al Museo nazionale della scienza e della tecnologia Leonardo da Vinci di Milano.

Il motore a vapore, consentendo potenze assai maggiori di quelle fino ad allora disponibili (un cavallo in corsa può produrre 8 kW per brevi tratti, ma per lavorare una giornata non può produrre più di 0,7 kW) ha svolto un ruolo fondamentale nella rivoluzione industriale: ha facilitato l'estrazione ed il trasporto del carbone, e quindi la diminuzione del costo, che a sua volta ha aumentato le potenzialità del motore a vapore. La seconda applicazione del motore a vapore fu muovere il mantice in fonderia per la prima volta nel 1776, mentre dal 1787 esso fu usato anche nelle cotonerie per filare.
L'incidenza del motore a vapore è evidente: la produzione mondiale di carbone passò da 6 Tg (6 milioni di tonnellate) del 1769 a 65 Tg del 1819; il ferro (richiesto per l'acciaio) dai 40 Gg (40 000 tonnellate) del 1780 ai 700 Gg del 1830. Nel 1830 vi erano 15.000 motori a vapore nel Regno Unito, tra cui 315 utilizzati in ambito navale; le imbarcazioni dotate di motori a vapore sono chiamate comunemente piroscafi. Dal 1860 uno scienziato francese, Augustin Mouchot, iniziò a studiare vari modi, utilizzando l'energia solare, per alimentare i motori a vapore.

## Descrizione

Motore a vapore in azione

Diagramma che mostra i quattro stadi nel cilindro di un motore alternativo

Animazione di un motore a tripla espansione. Il vapore ad alta pressione (rosso) entra dalla caldaia, passa attraverso il motore ed è rilasciato al condensatore come vapore a bassa pressione (blu).

Una parte essenziale del sistema di produzione di energia a vapore è il generatore di vapore, comunemente chiamato caldaia, il quale fornisce la grande energia termica necessaria per la vaporizzazione dell'acqua, producendo il vapore che viene poi inviato al motore.
Il motore può essere a moto alternativo o rotativo. Si usa di solito la locuzione motore a vapore per il solo motore alternativo, mentre il motore rotativo viene definito turbina a vapore.
In quello alternativo in genere la ruota azionata muove le valvole che consentono di sfruttare i due lati di ogni pistone, così in ogni singola rotazione del motore si hanno due fasi attive, mentre il motore a combustione interna ha in genere un'espansione ogni 4 tempi. A partire dalla seconda metà del 1800 la quasi totalità dei motori a vapore ha utilizzato due, tre e anche quattro cilindri in serie, avendo quindi sistemi a doppia, tripla e quadrupla espansione (vedi animazione); i diversi stadi lavorano con pressioni di vapore decrescenti in modo da sfruttare meglio la pressione degli scarichi degli stadi precedenti, che contengono ancora una certa potenza.
Nei treni a vapore venivano usati solitamente i motori a semplice espansione e a doppia espansione (cioè con due cilindri).
La soluzione a tripla espansione fu quella adottata dalla maggior parte delle navi della seconda metà dell'800 e dei primi anni del '900; ad esempio il transatlantico Titanic, famoso per lo schianto contro un iceberg che ne provocò il naufragio durante il suo primo viaggio il 15 aprile 1912, era equipaggiato con 29 caldaie e due grossi motori a vapore a tripla espansione invertibili, che muovevano le due eliche laterali, ognuno dei quali aveva quattro cilindri, uno ad alta pressione, uno a pressione intermedia e due a bassa pressione; l'elica centrale invece era mossa da una turbina non invertibile che espandeva ulteriormente il vapore a bassissima pressione scaricato dai due motori alternativi. Un sistema analogo era impiegato anche sulle navi gemelle del Titanic, l'Olympic e il Britannic; le macchine alternative a vapore di queste tre navi rimangono le più grandi mai costruite in tale ambito.
La soluzione a turbina, ideata da Charles Algernon Parsons nel 1884 ed adottata inizialmente sulle navi militari a partire dal 1905, sostituì in seguito su tutte le navi i motori alternativi, prima di essere a sua volta soppiantata dai motori a combustione interna e dalle turbine a gas nei decenni successivi. Le turbine a vapore rimangono in uso soprattutto nelle centrali elettriche come forza motrice per azionare gli alternatori trifase.
Nelle applicazioni tradizionali, oggi il motore a vapore è stato quasi completamente sostituito dal motore a combustione interna, che è più compatto e potente e non richiede il preriscaldamento per mettere la caldaia in pressione, che comporta un ritardo prima di poter utilizzare il motore stesso.
Sono invece in sviluppo recente, per soluzione isolate e per piccole potenze, (5-300 kW), motori alternativi a vapore a ciclo chiuso; con l'adozione di materiali di alta tecnologia (ceramici, compositi, superleghe), e l'utilizzo di masse estremamente piccole di fluido agente (e dell'assistenza al ciclo di sistemi informatici), si ottengono vaporizzazioni e condensazioni estremamente veloci e rendimenti apprezzabili, con un meccanismo meccanico e fluidistico estremamente semplificato.
A copertura del problema della lubrificazione che inquina il vapore, che ha sempre afflitto tutti i tipi di motori a vapore (l'olio va in emulsione nel vapore) si adotta con successo lo stesso fluido di ciclo (acqua) come lubrificante.
Data la compattezza del sistema e l'ottima duttilità e versatilità di utilizzo (il motore non è legato ad un combustibile specifico), è possibile un utilizzo per autotrazione.